# Cleotrivia globosa
Espèce
Synonymes
- Cypraea globosa Gray in G. B. Sowerby II, 1832[1]
- Trivia acutisulcata Kenyon, 1900[1]
- Trivia cosmoi Dautzenberg, 1921[1]
- Trivia globosa (Gray in G. B. Sowerby II, 1832)[1]

Cleotrivia globosa est une espèce éteinte de gastéropodes marins de la famille des Triviidae.
Elle est connue en République dominicaine et en Jamaïque au Miocène supérieur et au Pliocène, c'est-à-dire il y a environ entre 11,5 et 2,5 Ma (millions d'années).